# 小行星5500
小行星5500（英語：5500 Twilley）是一颗围绕太阳公转的小行星。1981年11月24日，愛德華·鮑威爾在可可尼诺县发现了此天体。
这颗小行星的绝对星等为340.9125615780566等。